# Ceferino Garcia
Ceferino Garcia (Naval, 26 agosto 1912 – San Diego, 1º gennaio 1981) è stato un pugile filippino.
Professionista dal 1923, è stato campione del mondo dei pesi medi dal 1939 al 1940.
Nel corso della sua carriera ha incontrato diversi grandi dell'epoca, tra cui Henry Armstrong, Fred Apostoli, Barney Ross,
È membro della International Boxing Hall of Fame.